# Motherhood - Il bello di essere mamma
Motherhood - Il bello di essere mamma (Motherhood) è un film indipendente del 2009 diretto da Katherine Dieckmann, e interpretato da Uma Thurman.

## Trama
È la storia di una giornata di Eliza Welsh, madre di due bambini piccoli e moglie di Avery. Il grande desiderio di Eliza è quello di tornare a lavorare come scrittrice, in modo da sentirsi meno stretta dai mille impegni quotidiani che nel tempo hanno diminuito la sua autostima. Il giorno del sesto compleanno di sua figlia scopre un concorso online di scrittura, il cui primo premio è quello di lavorare con una rivista sulla maternità come editorialista, e per partecipare occorre mandare un pezzo originale su cosa rappresenti la maternità entro la mezzanotte del giorno stesso.
Eliza decide di provarci, ma non è semplice districarsi fra i mille impegni e i mille contrattempi che incontra in questa caotica giornata. A sostenerla è anche l'amica Sheila, incinta dell'ex-marito che nel frattempo si è fidanzato con una donna di vent'anni più giovane di lei.

## Distribuzione
Particolare la storia della distribuzione della pellicola nei diversi paesi.
- In USA è stata presentata al Sundance Film Festival 2009[1]; è quindi uscito ad ottobre 2009 nel mercato statunitense, incassando soltanto 40.000 dollari, a fronte dei 5 milioni spesi per la realizzazione[2]. A febbraio 2010 è quindi uscita la versione in DVD e Blu-ray.
- In Gran Bretagna il film è invece uscito nel marzo 2010, sia in DVD che al cinema, anche se in una sola sala di Londra (l'Apollo Piccadily Circus), registrando solo 88 sterline d'incasso nel primo weekend "di programmazione", con 11 biglietti venduti e 1 solo spettatore che ha assistito al primo spettacolo[2][3]. Il celebre critico cinematografico britannico Barry Norman ha dichiarato che le cause del flop stanno nella confusione ingenerata tra gli spettatori che si sono trovati spiazzati tra un film presentato come indipendente, ma che di fatto, vede la presenza di un cast di una pellicola "mainstream" (oltre alla Thurman e Minnie Driver si ricordi anche il cameo di Jodie Foster). Produttore e distributore si sono incolpati a vicenda[3].
- In Italia il film non ha invece avuto una classica distribuzione nelle sale cinematografiche o per il mercato home video, ma è stato immesso direttamente nel circuito televisivo, è stato trasmesso da Canale 5 il 19 agosto 2009.[4]